# St Gennys
St Gennys – wieś w Anglii, w Kornwalii. Leży 95 km na północny wschód od miasta Penzance i 326 km na zachód od Londynu.